# Ugo Pasquale Mifsud
Ugo Pasquale Mifsud (La Valeta, 12 de septiembre de 1889 - ib., 11 de febrero de 1942) fue un jurista y político maltés, fundador del Partido Nacionalista, que desempeñó el cargo de primer ministro de Malta durante el periodo colonial en dos etapas: 1924-1927 y 1932-1933.

## Biografía
Ugo Pasquale nació en La Valeta, en el seno de una familia de clase alta con orígenes italianos: su padre, Gio Batta Mifsud, era un destacado jurista. Tras completar sus estudios en el Liceo, en 1910 obtuvo el grado en Derecho por la Universidad Real de Malta y empezó a ejercer la abogacía. Además de hacerse un nombre en la isla, Ugo se convirtió en el representante maltés para instituciones como la Asociación de Derecho Internacional.
Al mismo tiempo, mostró interés por la política en la época que Malta era una colonia del Imperio Británico. En 1919 fue elegido secretario de las sesiones de la nueva Asamblea Nacional, y se encargó de supervisar la redacción del proyecto de constitución que se enviaría al gobierno británico. Dos años después, el Reino Unido garantizó a Malta el autogobierno bajo su mandato con sistema bicameral, elecciones legislativas y un primer ministro para la isla. Mifsud se presentó por la Unión Popular Maltesa a las elecciones de ese año y obtuvo el acta de diputado.
Después de los mandatos de Joseph Howard (1921-1923) y Francesco Buhagiar (1923-1924), Ugo Pasquale Mifsud fue nombrado primer ministro de Malta el 22 de septiembre de 1924, con tan solo 35 años.
La Unión Popular Maltesa se fusionó en 1926 con el Partido Democrático Nacionalista de Enrico Mizzi para crear el Partido Nacionalista de Malta, con un liderazgo compartido entre ambos dirigentes. Mifsud cayó derrotado en las elecciones de 1927 frente al probritánico Partido Constitucional de Gerald Strickland, pero volvió a ser elegido primer ministro cinco años después, gracias a la mayoría absoluta nacionalista en los comicios de 1932. Durante dos años, el jurista compaginó el cargo con el ministerio de Justicia y el ministerio de Industria.
En 1932, Ugo Pasquale Mifsud encabezó la delegación diplomática que viajó a Londres para reclamar al secretario de estado colonial, Philip Cunliffe-Lister, que Malta se convirtiera en un miembro independiente de la Mancomunidad de Naciones. El Reino Unido no solo la rechazó, sino que un año después suspendió el autogobierno maltés bajo el pretexto de que el archipiélago podía ser invadido por la Italia fascista. Además, el idioma italiano fue abolido como lengua oficial. Mifsud perdió la condición de primer ministro, cargo que no quedaría restablecido hasta 1947, pero fue uno de los pocos dirigentes nacionalistas que mantuvo el escaño en las elecciones de 1939.
Durante la Segunda Guerra Mundial, el gobierno colonial ordenó que varios ciudadanos malteses de origen italiano —entre ellos Enrico Mizzi— fuesen deportados a Uganda bajo la acusación de ser irredentistas italianos. El 9 de febrero de 1942, en pleno debate político, Ugo Pasquale Mifsud mostró tal enfado por la medida que acabaría sufriendo un infarto de miocardio. Dos días después fallecería en su residencia.
En 1963, con motivo del vigesimoprimer aniversario de su muerte, se levantó un monumento conmemorativo en Floriana. La tumba de Mifsud puede encontrarse en el cementerio de Lija.